# Ron Fricke
Ron Fricke (1953-) est un réalisateur et chef opérateur américain.

## Biographie
Ron Fricke est un cinéaste et réalisateur américain. Il est l'un des maîtres dans l'art du time-lapse (effet d'accélération réalisé en image par image) et de l'image en très grand format. Pour la réalisation de ses films, il a conçu un modèle particulier de caméra 70 mm. 
Il a été directeur de la photographie sur le film Koyaanisqatsi (1982) et a réalisé le film muet et non narratif Baraka (1992).  Il a aussi dirigé les films Chronos (1985) et Sacred Site (1986), œuvres destinées à être projetées au format  IMAX. Il a également participé au tournage de scènes de Star Wars Episode III: Revenge of the Sith (il a notamment filmé une éruption de l'Etna, en Sicile, pour les scènes de la planète volcanique Mustafar). 
La suite de Baraka, Samsara, a été projetée en première au Festival International du Film de Toronto en septembre 2011. La première américaine a eu lieu le 24 août 2012.
Sur son travail Ron Fricke explique ceci :
"Je sens que mon travail a évolué au travers de Koyaanisqatsi, Chronos et Baraka. Autant techniquement que philosophiquement, je suis prêt à creuser plus profondément mon thème favori : la relation humaine à l'éternel."

## Filmographie

### Réalisateur
- 1985 : Chronos
- 1986 : Sacred Site
- 1992 : Baraka
- 2011 : Samsara

### Directeur de la photographie
Ron Fricke est directeur de la photographie des films qu'il a réalisés.
- 1982 : Koyaanisqatsi de Godfrey Reggio
- 1982 : Atomic Artist de Glen Silbert
- 1989 : Song Lines de Godfrey Reggio
- 1995 : The Living Sea (en)